# Mustapha (Queen)
Mustapha is een nummer van de Engelse rockband Queen en is geschreven door zanger Freddie Mercury. Het is het eerste nummer op hun album Jazz. Het nummer werd alleen in Duitsland, Spanje, Joegoslavië en Bolivia uitgebracht, maar wist de hitlijsten niet te bestormen.
Bij liveoptredens zong Mercury vaak de openingszin van Mustapha ("Allah, we'll pray for you") in plaats van de openingszin van Bohemian Rhapsody ("Mama, just killed a man"). Soms speelde de band een bijna volledige versie van het nummer vanaf de Crazy Tour in 1979 tot de The Game Tour in 1980, met Mercury op de piano. Ze zongen het tweede couplet niet en gingen meteen van het eerste naar het derde couplet. Het nummer is ook vaak aangevraagd door het publiek, wat te horen is op het album Live Killers.
Alhoewel sommige fans geloven dat Mercury meer talen kon spreken vanwege dit nummer en onder andere La Japonaise en Bohemian Rhapsody, sprak hij alleen Engels en misschien Gujarati of Hindi, door zijn Indiase achtergrond en omdat hij les had in India (Gujarati is de hoofdtaal van de Parsis).